# ジャクリーン・ケネディ・オナシス貯水池
ジャクリーン・ケネディ・オナシス貯水池（英語：Jacqueline Kennedy Onassis Reservoir）は、アメリカのニューヨーク州ニューヨーク市マンハッタン区のセントラルパーク内にある貯水池である。元々セントラルパーク貯水池（Central Park Reservoir）と呼ばれていた。

## 解説
ジャクリーン・ケネディ・オナシス貯水池の面積は106エーカー（43ヘクタール）で、10億USガロン（0.038km2）の貯水量がある。現在では水道水としては使われていないが、プールやハーレム・メーアの水として使われている。池の周囲には1.58マイル（2.5キロメートル）のジョギング・トラックや公園のブライドル・トレイルがある。ヤマザクラやソメイヨシノが咲いている場合、観光客が多く訪れる。ロードデンドロン・マイルに沿ったツツジは、1909年にラッセル・セージ夫人が市に贈呈したものである。池は20種以上を保護する公園の主な保護地域の1つである。マガモ・オオバン・カナダガン・アビ科・アライグマ・ウ科・アメリカオシ・カイツブリ科・サギ科・白鷺などが生息する。

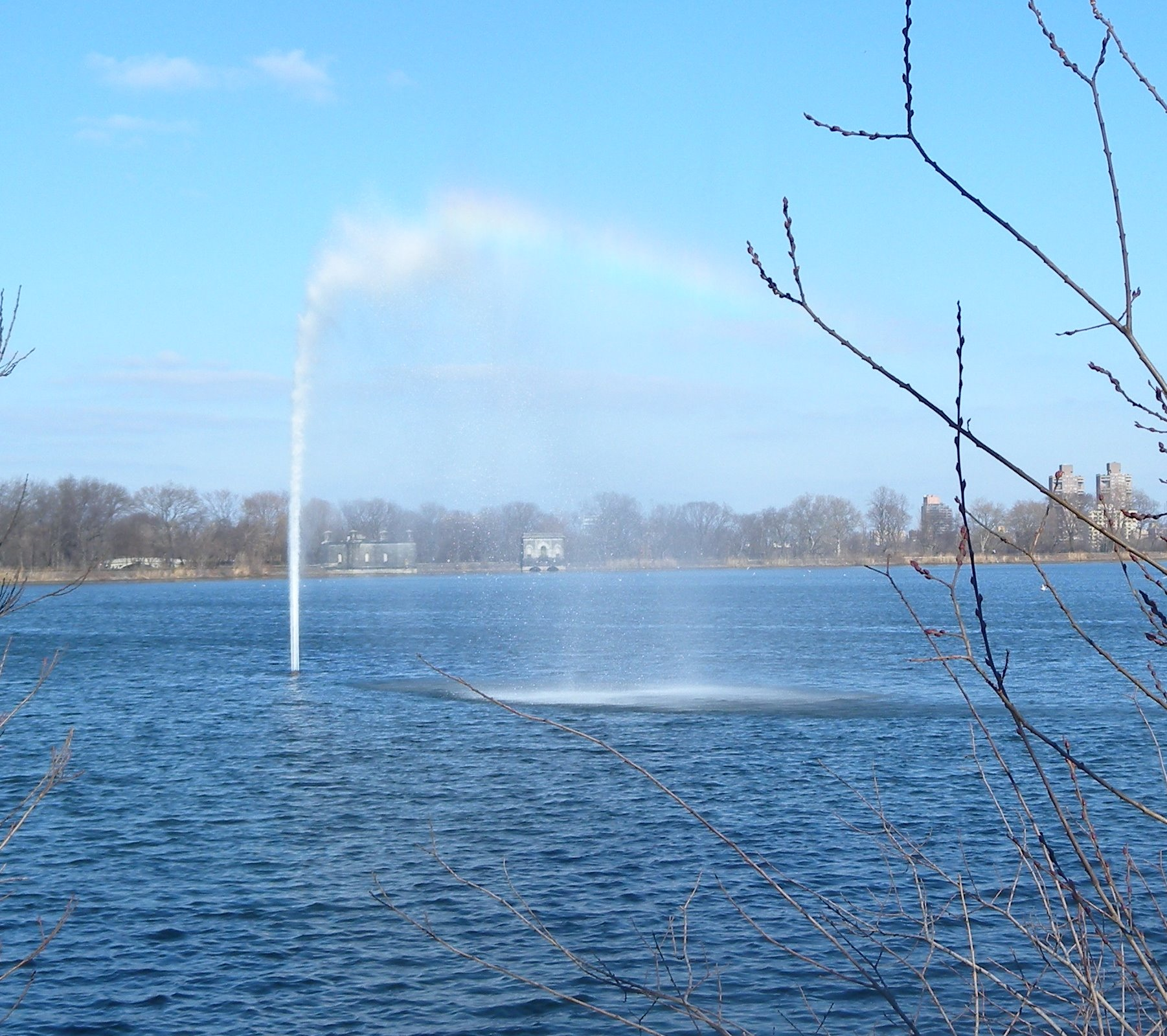
噴水。

## 歴史
貯水池はセントラルパークをデザインしたフレデリック・ロー・オルムステッドとカルヴァート・ヴォークスが設計し、1858年から1862年にかけて造成された。彼らはマンハッタンの2つのポンプハウスも設計している。池はただの池では無く、クロトン水路から水を取り込み、マンハッタンに水を供給した。この水道は131年間利用され、79番街の下のサード・ウォーター・トンネルが完成したことから、池は汚染の心配や旧式であることを原因に、1993年に役目を終えた。池の周囲ではジャクリーン・ケネディ・オナシスがジョギングをしていたことでも知られ、1994年に彼女の貢献を記念して改名された。彼女は5番街のアパートに住んでいた。